# Klisura, Sofia-capitala
Klisura (în bulgară Клисура) este un sat în comuna Stolicina, regiunea Sofia-capitala,  Bulgaria. 

## Demografie
Componența etnică a satului Klisura
     Bulgari (96,61%)
     Nicio identificare (3,38%)
     Altele (0%)
La recensământul din 2011, populația satului Klisura era de 118 locuitori. Din punct de vedere etnic, majoritatea locuitorilor (96,61%) erau bulgari. Pentru 3,38% din locuitori nu este cunoscută apartenența etnică.